# Muntanyes Căliman-Harghita

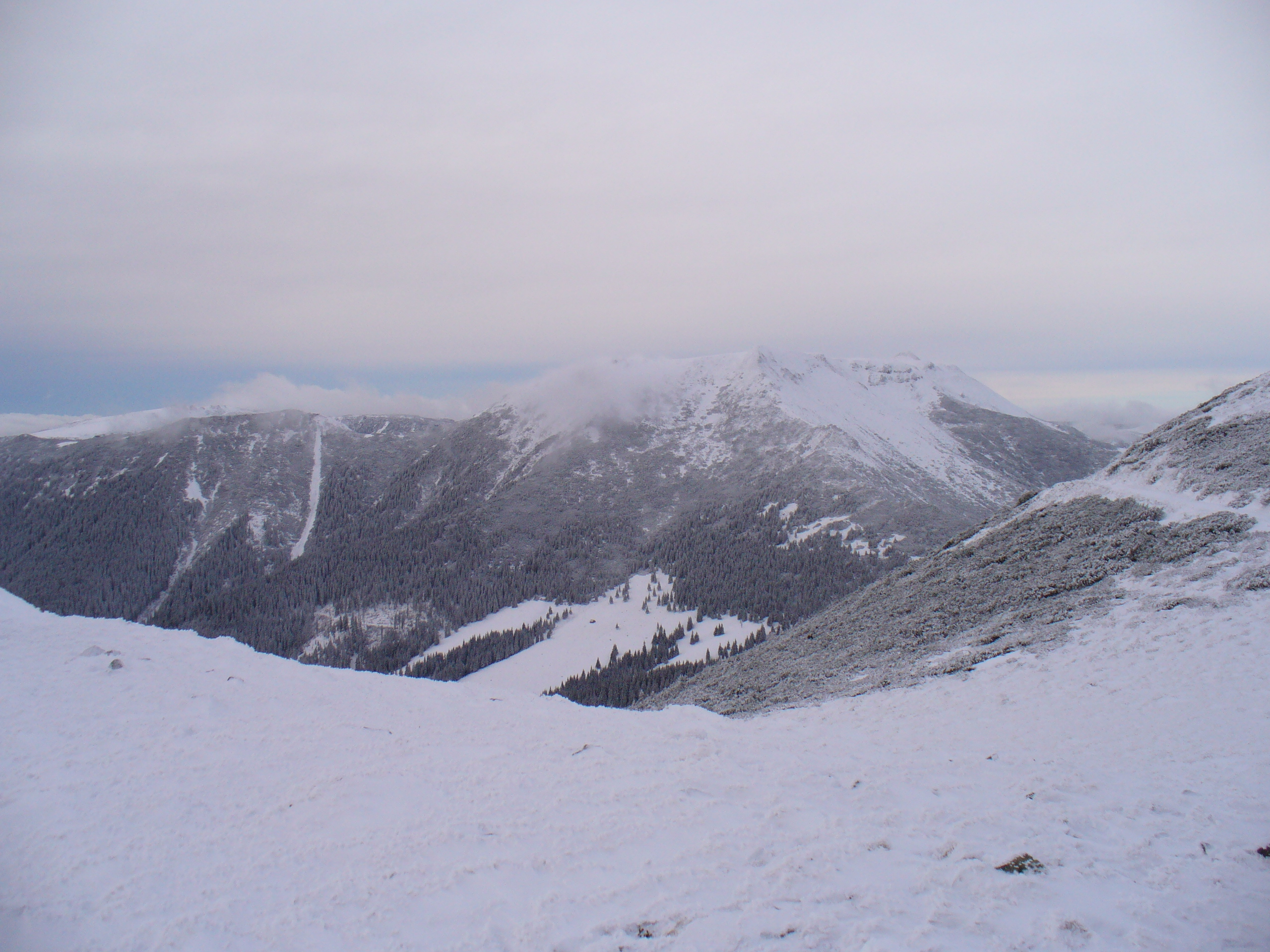
Pic Pietrosu, Muntanyes Călimani, Romania

Les muntanyes Căliman-Harghita (en romanès, Munții Căliman-Harghita) són un grup de serralades de Romania.
Aquestes serres es consideren part dels Carpats Orientals Interiors. Dins de Romania, però, és tradicional dividir els Carpats romanesos orientals (Carpații Orientali) en tres grups geogràfics (nord, centre, sud), en canvi als Carpats orientals exteriors i interiors. La categorització romanesa inclou totes les muntanyes Căliman-Harghita dins dels Carpats orientals centrals de Moldàvia i Transsilvània (Munţii Carpați Moldo-Transilvani).
Els Carpats moldavo-transsilvànics inclouen:
- Muntanyes Bârgău (Munții Bârgăului)
- Muntanyes Călimani (Munții Călimani), també conegudes com els Alps de Kelemen
- Muntanyes de Ciuc (Munții Ciucului)
- Muntanyes Gurghiu (Munții Gurghiului), també conegudes com els Alps de Görgeny
- Muntanyes Harghita (Munții Harghita), "el cos volcànic més gran de tot Europa"[1]
- Muntanyes de Baraolt (Munții Baraolt)
- Muntanyes Perșani (Munții Perșani)